# Памфил Иерусалимский
Памфи́л Иерусали́мский (др.-греч. Πάμφιλος Ἱεροσολύμων; ~ VI век,) — христианский писатель, компилятор, автор книги «Учение отцов».
Сведений о жизни автора нет. Известно лишь то, что Памфил жил после Халкидонского собора и написал полемическое сочинение на греческом «Κεθαλαίων διαφόρων ἤτοι ἐπαπορήσεων λίσις περί τῆς εἰς Χριστόν εὐσέβίας….», которое впоследствии печатали под латинским названием «Doctrina Patrum» («Учение отцов»). Сочинение Памфила построено в форме вопросов и ответов и посвящено полемике с монофизитами и несторианами. Используя цитаты Кирилла Александрийского, Великих каппадокийцев, Амвросия Медиоланского, Иоанна Златоуста, Псевдо-Дионисия Ареопагита и других, автор объясняет богословские понятия ипостась, сущность, природа и обличает заблуждения Валентина, Аполлинария, Евномия, Нестория, Евтихия и Павла Самосатского.